# Vasiliy Rudenkov
Vasiliy Vasilievich Rudenkov (en russe : Василий Васильевич Руденков, Vassili Vassilievitch Roudenkov ; né le 3 mai 1931 à Jlobine, en RSS de Biélorussie (Union soviétique) et décédé le 2 novembre 1982) est un athlète représentant l'Union soviétique, spécialiste du lancer de marteau.

## Biographie
Il est champion olympique à Rome en 1960 lors de son unique participation olympique.

### Palmarès
| Date | Compétition           | Lieu     | Résultat | Performance |
| ---- | --------------------- | -------- | -------- | ----------- |
| 1960 | Jeux olympiques       | Rome     | 1er      | 67,10 m     |
| 1962 | Championnats d'Europe | Belgrade | 6e       | 63,94 m     |

### Records
| Épreuve           | Performance | Lieu | Date |
| ----------------- | ----------- | ---- | ---- |
| Lancer du marteau | 68,94 m     | —    | 1961 |